# Tharyx aphelocephalus
Tharyx aphelocephalus är en ringmaskart som beskrevs av Anne D. Hutchings och Murray 1984. Tharyx aphelocephalus ingår i släktet Tharyx och familjen Cirratulidae. Inga underarter finns listade i Catalogue of Life.